# Leoninischer Hexameter
Der leoninische Hexameter (auch leoninischer Vers oder Leoniner; lateinisch versus leoninus) ist eine vor allem in der mittellateinischen Dichtung verbreitete Versform mit sechs Hebungen (meist Hexameter, seltener Pentameter) und Zäsurreim, das heißt, Penthemimeres und Versende sind durch (häufig zweisilbige) Reime miteinander verbunden.
Beispiele:
- einsilbig (Waltharius, Vers 27):

Nobilis hoc Hagano / fuerat sub tempore tiro
- mehrsilbig (Archipoeta, Heimkehr von Salerno):

En habeo versus / te praecipiente reversus

sit tibi fons laeta / versus recitante poeta
Beispiele zäsurgereimter Pentameter gibt es bereits in der Antike, etwa bei Ovid (Ars amatoria), dann in der spätlateinischen (Sedulius) und der frühmittelalterlichen lateinischen Dichtung, vor allem verbreitet im 10. und 11. Jahrhundert (Waltharius, Ecbasis captivi, Ruodlieb). Eine neuzeitliche Nachahmung ist das Vaticinium Lehninense. In der deutschen Dichtung sind leoninische Verse selten. Beispiele finden sich bei Eberhard von Cersne (Der Minne Regel), Johannes Rothe (Von den Ämtern der Städte und Rathgeber der Fürsten) und im Barock bei Johann Fischart.
Die Herkunft der Bezeichnung bleibt unklar. Erdmann hat sie auf Papst Leo und den in dessen Briefen besonders gepflegten rhythmischen Satzschluss (cursus und von daher cursus leoninus) zurückgeführt, alternativ wurde ein sonst unbekannter Dichter des 12. Jahrhunderts namens Leo oder Leoninus als Namensgeber angenommen.
Ein aus leoninischem Hexameter und Pentameter gebildetes elegisches Distichon wird als leoninisches Distichon bezeichnet. Ein modernes Beispiel dafür findet sich bei Wilhelm Langewiesche:
Allmacht

Herr, als du sprachest: „Es werde!“, da wurden Himmel und Erde.

Alles, was wurde, versinkt, so wie dein Finger nur winkt.